# Лугайд, сын Лоэгайре
Лугайд, сын Лоэгайре (Лугайд мак Лоэгайри; др.‑ирл. Lugaid mac Lóegairi; умер ок. 507) — верховный король Ирландии, сын Лоэгайре, внук Ниалла Девяти Заложников.
В отличие от своего отца Лоэгайре, Лугайд редко упоминается в источниках. В «Трёхчастном житии» святого Патрика повествуется, как Патрик проклял Лоэгайре, сказав: «„…Не будет ни короля, ни королевского наследника от тебя вовеки, кроме Лугайда, сына Лоэгайре“; ибо мать его просила не проклинать плод, что был у неё во чреве. И вот что сказал Патрик: „Если не пойдёт против меня, не прокляну“. И Лугайд получил королевскую власть до тех пор, пока не пришёл в Ахад Форха. И там сказал он: „Не это ли церковь того клирика, что сказал: не будет ни короля, ни королевского наследника от Лоэгайре?“ И пал молот огненный с небес на главу его, и умер он от этого. И от этого [назван] Ахад Форха».